# Wiege der Angst
Wiege der Angst (Originaltitel: Montana) ist ein US-amerikanischer Kriminalfilm von Jennifer Leitzes aus dem Jahr 1998.

## Handlung
Claire Kelsky ist eine Profikillerin, die für die von Boss angeführte Organisation arbeitet. Sie fällt in Ungnade und wird von Boss mit der Suche nach seiner untergetauchten Freundin Kitty beauftragt. Jimmy, der Sohn ihres Chefs, begleitet sie dabei.
Kelsky findet Kitty, die – sich bereits in Kelskys Obhut befindend – Jimmy während eines Vergewaltigungsversuchs tötet. Kelsky fürchtet sich vor dem Zorn ihrer Organisation und flieht.

## Hintergrund
Der Film wurde in New York City gedreht. Seine Produktionskosten betrugen schätzungsweise 4 Millionen US-Dollar. Der Film hatte seine Weltpremiere am 16. Januar 1998 auf dem Sundance Film Festival.

## Kritiken
Dan Jardine schrieb im Apollo Movie Guide, Kyra Sedgwick sei eine gute Schauspielerin – sie erfülle den gespielten Charakter mit Intelligenz, die jedoch jener des Drehbuchs nicht entspreche. Die Talente von Robbie Coltrane seien in seiner eindimensionalen Rolle verschwendet. Die debütierende Regisseurin Jennifer Leitzes habe mit „respektablen“ Darstellern gearbeitet, die zu wenig zu tun und zu sagen bekommen hätten. Dadurch bleibe der Film auf dem Niveau eines „fehlgeschlagenen Tarantino-Klons“. Einige Szenen seien statisch; die Dialoge seien nicht interessant genug.

„Eine klassische Gangster-Story, die von der Regisseurin jedoch für ein existentialistisches Kammerspiel genutzt wird, um eine zarte Liebesgeschichte vor dem Hintergrund einer rauhen Welt zu erzählen. Ein Film mit einer unaufdringlichen Melancholie, der sein Sujet sprengt, indem er über Fremdbestimmtheiten und unheilbare Krankheiten zum Nachdenken Anlaß gibt.“